# هارولد شيرمان
هارولد شيرمان (بالإنجليزية: Harold Sherman)‏ (13 يوليو 1898، ترافيرس سيتي في الولايات المتحدة - 19 أغسطس 1987، ماونتن فيو في الولايات المتحدة)؛ كاتب، مؤلف وروائي أمريكي.